# Jerzy Sztwiertnia
Jerzy Sztwiertnia (ur. 25 grudnia 1946 w Chorzowie, zm. 27 lipca 2025) – polski reżyser i scenarzysta filmowy.

## Życiorys
Absolwent Wydziału Reżyserii PWSFTViT w Łodzi (1969). Współwłaściciel studia produkcyjnego „Fokus Film". Członek Polskiej Akademii Filmowej.

### Filmografia
- 1971: Punkt wyjścia
- 1972: Siedem czerwonych róż, czyli Benek Kwiaciarz o sobie i o innych wg opowiadania M. Nowakowskiego[4]
- 1975: Grzech Antoniego Grudy wg prozy H. Worcella
- 1976: Czerwone i czarne kamienie
- 1976: Złota kaczka
- 1977: Niedziela pewnego małżeństwa w mieście przemysłowym średniej wielkości
- 1977: Wesołych świąt
- 1982: Najdłuższa wojna nowoczesnej Europy
- 1984: 111 dni letargu wg wspomnień A. Grzymały-Siedleckiego
- 1987: Komediantka wg powieści W.S. Reymonta
- 1988: Oszołomienie
- 1994: Spółka rodzinna
- 2000–2011: Plebania
- 2011: Linia życia (odc. 25–63)